# Septentrinna steckleri
Septentrinna steckleri is een spinnensoort uit de familie van de loopspinnen (Corinnidae).
De wetenschappelijke naam van de soort werd in 1936 als Chemmis steckleri gepubliceerd door Willis John Gertsch.